# Desertshore
Desertshore es el tercer álbum de estudio de la música alemana Nico. Fue lanzado en diciembre de 1970 en el sello Reprise.

## Grabación
Desertshore fue coproducida por John Cale y Joe Boyd. A diferencia de su predecesor, The Marble Index, este álbum incorpora elementos del pop tradicional occidental. 
"Janitor of Lunacy" fue compuesta como tributo a su amigo Brian Jones, quien murió el año anterior.
La contraportada y la portada incluyen fotogramas de la película The Inner Scar de Philippe Garrel, protagonizada por Nico, Garrel y su hijo Ari Boulogne. Algunas de las canciones del álbum se incluyeron en la banda sonora de la película.

## Legado
Al igual que The Marble Index, Desertshore obtuvo un pequeño éxito después de su lanzamiento, pero la mayoría de las publicaciones importantes y el público en general lo pasaron por alto. Sin embargo, ha recibido elogios de los críticos en los años siguientes, en particular de AllMusic y The New Rolling Stone Album Guide, brindando una recepción fuerte y positiva. Tiny Mix Tapes calificó a Desertshore con cinco de cinco. The Village Voice fue menos favorable y le dio al álbum una calificación C.
"All That Is My Own" fue seleccionado por Morrissey para incluirlo en su compilación Under the Influence.
"Le petit chevalier" fue versionada en vivo por Bjork durante su Post Tour en 1996 y también por Bat for Lashes en 2007 en el festival de Glastonbury. Fue utilizado como samplers de manera destacada por Abu Lahab en su álbum de 2013 Of Heliotaxis and Cosmic Knifing. "Janitor of Lunacy" fue versionada por la artista austriaca Soap&Skin e incluida en su EP debut de 2008.

## Cover X-TG
Los pioneros de la música industrial Throbbing Gristle entraron al estudio para grabar una reinterpretación de Desertshore en 2007. El producto de esta sesión de estudio abierta al público fue The Desertshore Installation, un registro de la totalidad de la sesión de 3 días y 12 horas de duración. El plan había sido editar los tres días de grabaciones y crear un álbum terminado, pero el grupo no estaba satisfecho con las sesiones. Peter Christopherson continuó trabajando en él en Bangkok con Danny Hyde hasta su muerte en noviembre de 2010.
Hyde pasó el trabajo restante a los miembros de Throbbing Gristle Chris Carter y Cosey Fanni Tutti para que lo completaran, lo que hicieron con la ayuda de varios vocalistas invitados, incluidos Marc Almond, Sasha Grey, Blixa Bargeld y Antony Hegarty. Desertshore/The Final Report fue lanzado el 26 de noviembre de 2012 bajo el nombre X-TG The Album. Debutó en vivo en el AV Festival el 17 de marzo de 2012, interpretado por Carter y Tutti. Fue acompañada por la proyección de La cicatrice intérieure de Philippe Garrel, "para la que Desertshore fue banda sonora e inspiración".

## Listado de pistas
Todas las canciones fueron escritas por Nico.
| Lado A | Lado A               | Lado A   |
| N.º    | Título               | Duración |
| ------ | -------------------- | -------- |
| 1.     | "Janitor of Lunacy"  | 4:01     |
| 2.     | "The Falconer"       | 5:39     |
| 3.     | "My Only Child"      | 3:27     |
| 4.     | "Le petit chevalier" | 1:12     |

| Lado B | Lado B               | Lado B   |
| N.º    | Título               | Duración |
| ------ | -------------------- | -------- |
| 5.     | "Abschied"           | 3:02     |
| 2.     | "Afraid"             | 3:27     |
| 3.     | "Mütterlein"         | 4:38     |
| 4.     | "All That Is My Own" | 3:28     |

## Personal
- Nico – voz, armonio
- John Cale - todos los demás instrumentos excepto la trompeta
- John Cale y Adam Miller - voces de armonía
- Ari Boulogne - voz en "Le petit chevalier"